# Áreas protegidas de Zambia

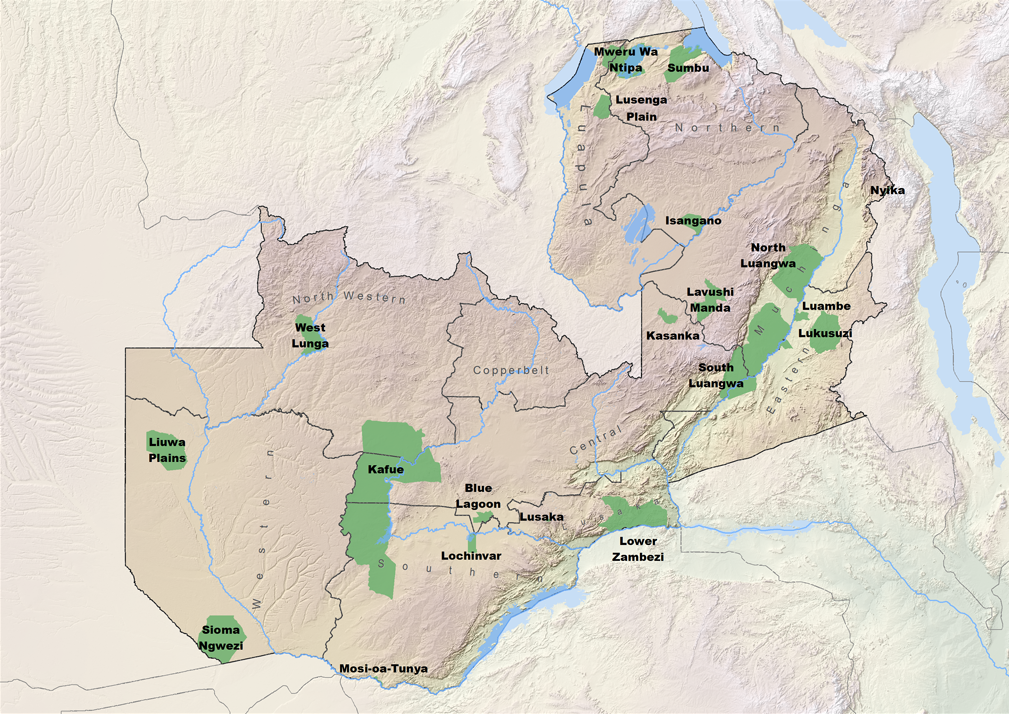
Mapa de los parques nacionales de Zambia

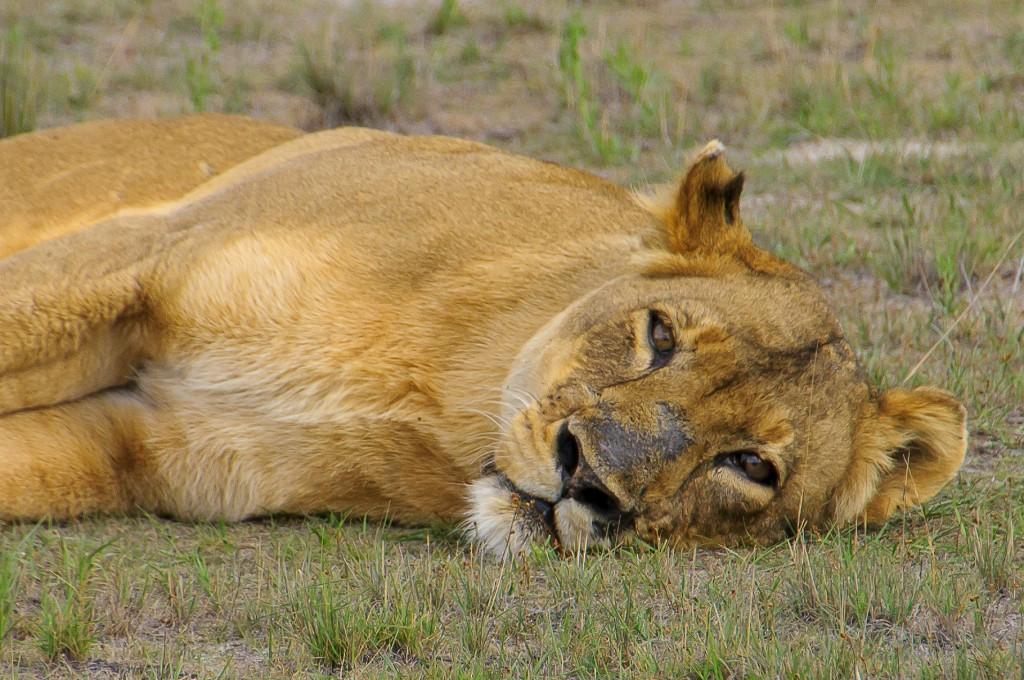
León en el Parque nacional de la llanura del Liuwa.

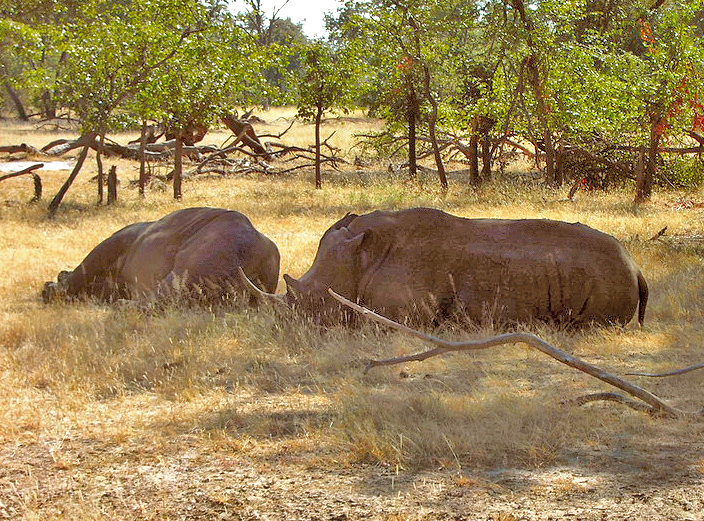
Rinocerontes blancos en Mosi-oa-Tunya

En Zambia había, en 2024, 640 zonas protegidas que cubrían 309.920 km², el 41,27 por ciento de su superficie, repartidas entre 20 parques nacionales, 555 reservas forestales, 16 monumentos naturales, 2 santuarios naturales, 36 áreas de gestión de caza y 2 santuarios de aves. A esto habría que añadir 1 sitio patrimonio de la Humanidad y 8 sitios Ramsar, humedales de importancia para las aves. En 2015, el presidente Edgar Lungu añadió el Parque nacional de Lusaka, cercano a la capital. Asimismo, hay 42 zonas de interés para las aves clasificadas como IBAs.

## Parques nacionales
- Parque nacional de Blue Lagoon, 450 km²
- Parque nacional de Isangano, 840 km²
- Parque nacional Kafue, 22.400 km²
- Parque nacional de Kasanka, 390 km²
- Parque nacional de Lavushi Manda, 1.500 km²
- Parque nacional de las llanuras del Liuwa, 3.660 km²
- Parque nacional de Lochinvar, 410 km²
- Parque nacional del Bajo Zambeze, 4.092 km²
- Parque nacional de Luambe, 254 km²
- Parque nacional de Lukusuzi, 2.720 km²
- Parque nacional del llano de Lusenga, 880 km²
- Parque nacional de Mosi-oa-Tunya, 66 km²
- Parque nacional del Mweru Wantipa, 3.134 km²
- Parque nacional de Luangwa Norte, 4.636 km²
- Parque nacional de Luangwa Sur, 9.050 km²
- Parque nacional de Nsumbu, 2.063 km²
- Parque nacional de Nyika, 80 km²
- Parque nacional Sioma Ngwezi, 5.276 km²
- Parque nacional de West Lunga, 1684 km²
- Parque nacional de Lusaka, 67 km²

## Sitios Ramsar

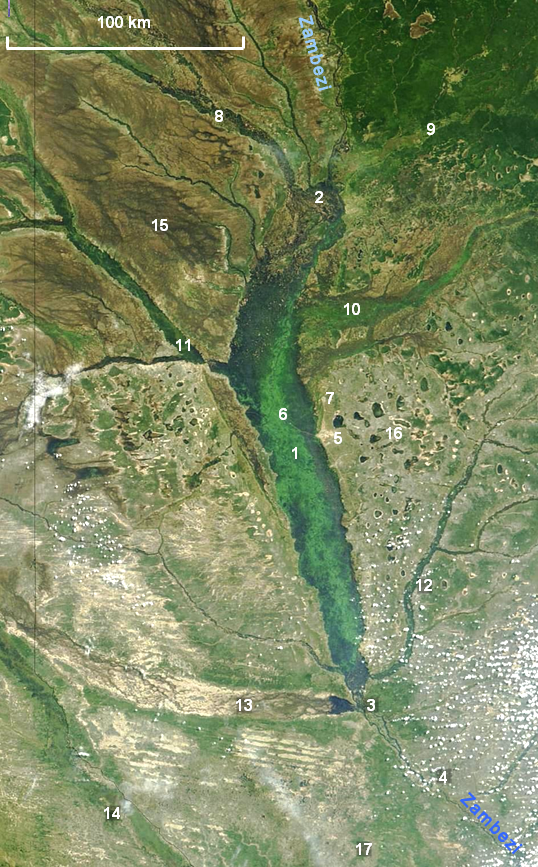
Vista aérea de la llanura inundable de Barotse. 1: el río Zambeze fluye de norte a sur a través de la llanura inundable; 2: confluencia de los ríos Lungwebungu, Zambeze y Kabompo, donde empieza la llanura; 3: fin de la llanura en Senanga; 4: Cascadas Ngonye; 5: Mongu, capital de Barotseland; 6: Lealui, sede del rey de los lozi; 7: Limulunga, sede del Litunga, rey de los lozi durante la inundación; 8: pantanos y llanura inundable de Lungwebungu; 9: Kabompo; 10: río Luena; 11: río Luanginga; 12: río Lui; 13: zona inundable del río Cuando; 14: río Cuando, en la frontera entre Angola y Zambia; 15: Parque nacional de la llanura del Liuwa; 16: sabana arbolada de miombo del Zambeze central; 17. Parque nacional Sioma Ngwezi.

En Zambia hay ocho humedales de importancia internacional que ocupan 40.305 km² de superficie.

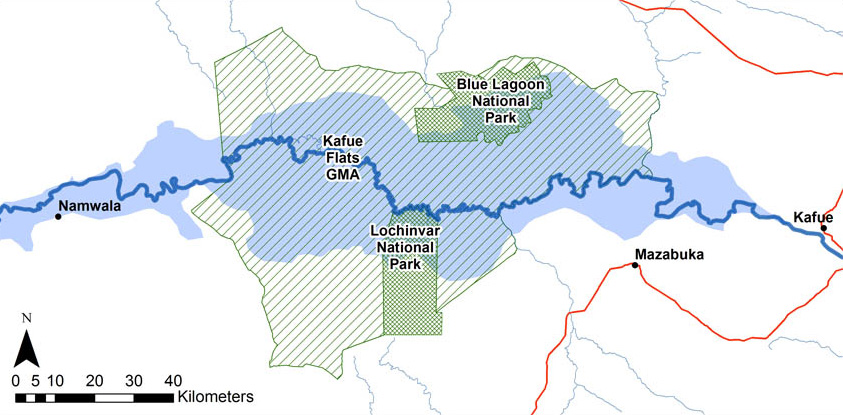
Llanos del Kafue con los parques nacionales de Blue Lagoon y Lochinvar.

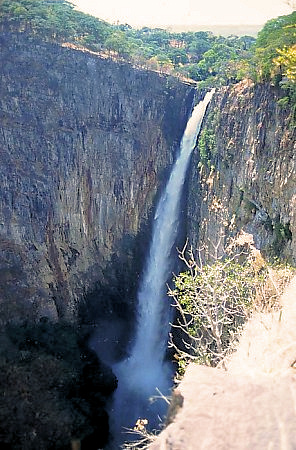
Salto del Kalambo poco antes del lago Tanganika

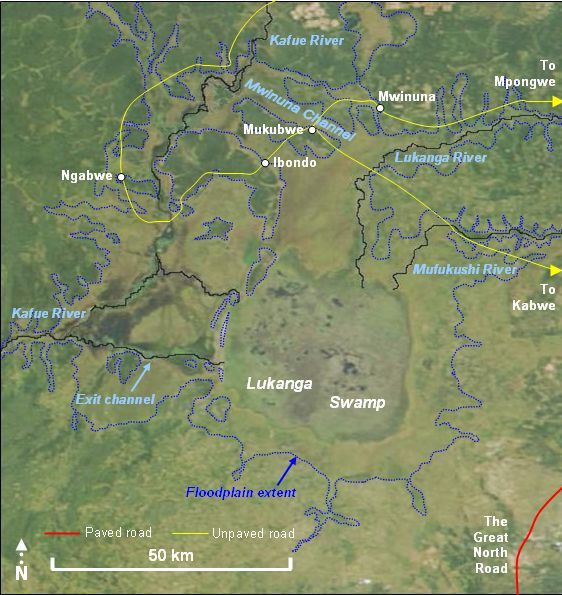
Pantanos de Lukanga

- Llanuras de inundación del Zambeze, 9000 km², también conocida como llanura de Barotse o Bulozi, en la provincia Occidental. Lugar designado en 2007 con el número Ramsar 1662 en 15°15'S 23°15'E. Es también un área de gestión de caza y parte del Parque nacional de Liuwa. Es el segundo humedal de Zambia, después de Bangweulu. En la extensa llanura que queda inundada en época de lluvias, de febrero a marzo, sobresalen pequeñas colinas en las que crecen acacias. En la llanura hay pequeños grupos de Acacia albida, y vegetación de ribera con la mirtácea Syzygium guineense a lo largo de los canales principales y parches de matorrales de Diplorhynchus y bosquetes de la palmera Borassus en la zona norte. En las zonas donde hay arenas del Kalahari, crecen especies de importancia económica como Baikiaea plurijuga y Pterocarpus angolensis. Entre la fauna, se encuentran el león y varios reptiles endémicos. El sitio alberga la segunda mayor migración de ñúes, así como numerosas aves acuáticas. También hay una gran cantidad de peces, con unas 80 especies. En la zona se practica la ganadería y hay diversos comités de conservación.[5]

- Llanuras de inundación del Luangwa, 2500 km². Número Ramsar 1660, desde 2007 en 12°40'S 32°01'E. Alberga los parques nacionales de Luangwa Sur y Luangwa Norte, y las áreas de gestión de caza de Munyamadzi GMA No. 24, Lumimba GMA No. 21, y Lupande GMA No. 20. Representa una diversidad de humedales, dominadas por ríos que se recargan de numerosos manantiales, lagos de agua dulce, lagunas, pantanos y torrentes. También hay aguas termales y manantiales fríos salobres. Hay bosques de miombo perenne, con Cordyla africana (mango salvaje), Diospyros mespiliformis (ébano africano) y Trichilia emetica (elcaija).Entre las 50 especies de mamíferos se encuentran el licaón y el rinoceronte negro, en grave peligro de extinción, y entre las aves, el abejaruco carmesí del sur, el abejaruco frentiblanco y el avión paludícola. Las áreas de gestión de caza se usan como fuente de proteínas y pesca para los habitantes locales, gestionadas por la Zambia Wildlife Authority (ZAWA).[6]

- Humedales del Bangweulu, 11.000 km², número Ramsar 531 desde 1991, en 11°25'S 29°58'E. En la provincia del Norte. Incluye parques nacionales (Isangano y Lavushi-Manda) y áreas de gestión de caza (Chikuni, Bangweulu, Kafinda y Chambeshi). Provee alimento y sirve de área de cría para aves, peces y mamíferos como el elefante, el búfalo y el sitatunga, así como para especies vulnerables como el cobo de Lechwe. De forma natural, el pantano controla las inundaciones y la calidad del agua. El sitio alberga las cuevas históricas de Nachikufu,[7][8] con pinturas rupestres de los san, gestionadas por la Comisión de Conservación del Patrimonio Nacional (National Heritage Conservation Commission).[9] Las amenazas al humedal, como la caza furtiva, están gestionadas por el National Wetlands Steering Committee, Zambian Wildlife Authority y WWF-Zambia. El sitio fue ampliado de 2500 km2 a 11.000 km2 en 2007.[10]

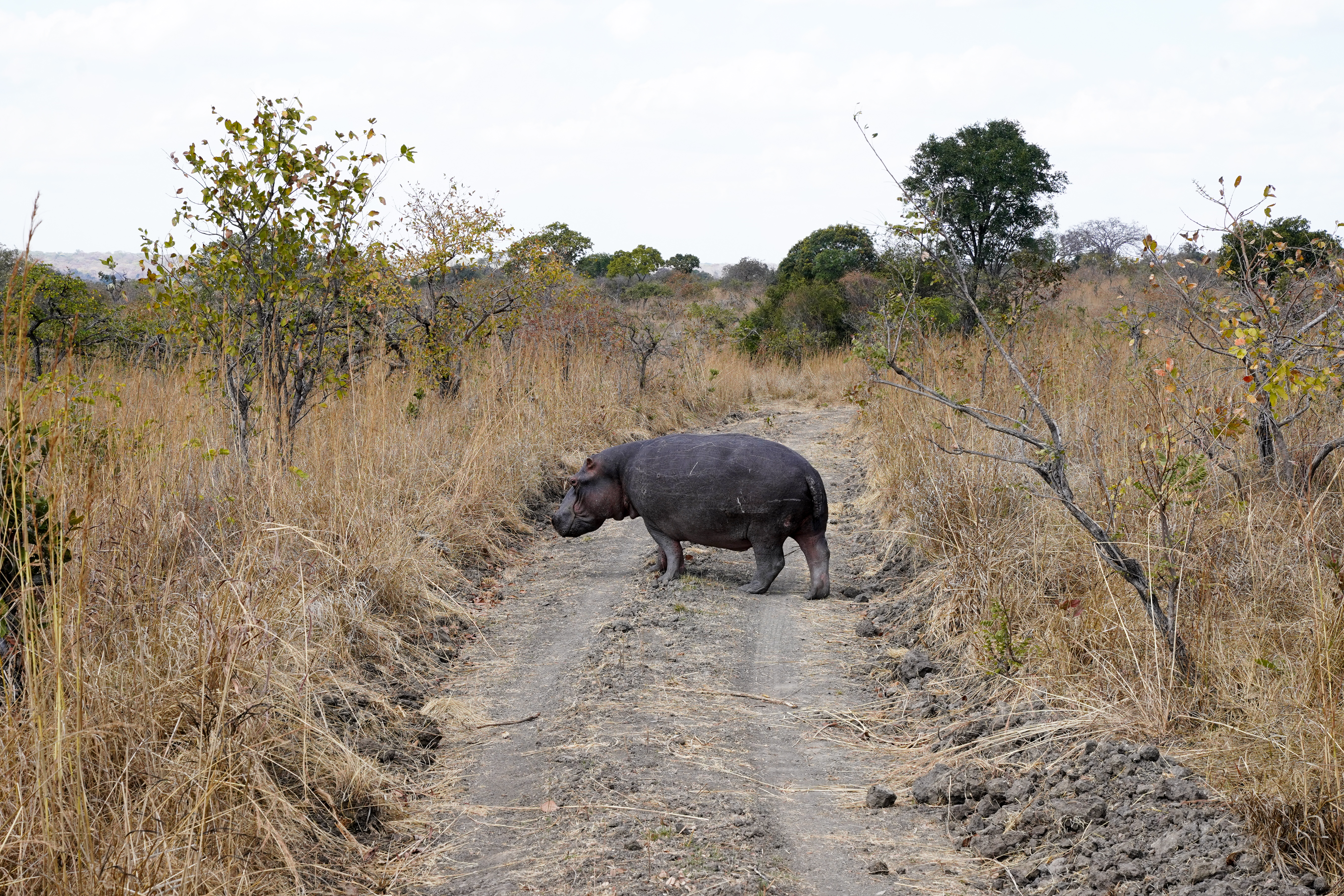
Hipopótamo en Kafué

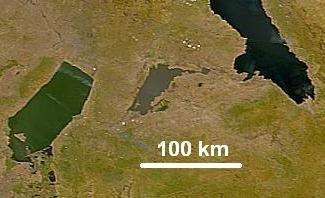
Mweru Wantipa desde el espacio

- Humedales de los llanos de Busanga, 2000 km², número Ramsar 1659, desde 2007, en 14°04'S 25°46'E. Parte del Parque nacional de Kafue, el más viejo de Zambia, y el área de gestión de caza de Kasonso-Busanga. Amplia variedad de ecosistemas, entre ellos pantanos, lagunas, bosques, ríos y amplias planicies herbáceas. En la zona viven la grulla carunculada, el  guepardo y el león, así como el elefante, la hiena, el leopardo, el chacal, mangostas, el cefalofo silvicultor, el ñu negro y la cebra. Entre los peces hay tilapias.[11] Los llanos de Busanga son parte del antiguo lecho de un lago que se inunda en época de lluvias. El antílope o cobo de Lechwe se mueve por los canales inundados cuando baja el agua alimentándose de plantas acuáticas, mientras los leones cazan en las praderas. El río Lufupa, afluente del Kafue, mantiene estas llanuras en un área de 720 km2, en un ecosistema de miombo, con palmeras datileras e higueras. En verano, con las lluvias, emergen islotes de tierra. En invierno, retrocede el agua y miles de hervíboros invaden las praderas. El miombo en Busanga forma espesos bosques de Julbernardia paniculata. Cuando acaba el bosque, las llanuras abiertas se extienden hasta el horizonte. En Busanga hay un gran baobab de valor sentimental, conocido localmente como Mukondakamwale, con la creencia de que albergó a tres niñas durante una tormenta que siguen encerradas en el árbol. Además de cobos de Lechwe, hay pucús y sitatungas, así como ñúes, antílope de Lichtenstein, cobo de agua, impalas, reduncas y oribís. La zona de Kafue y los llanos de Busanga son áreas de importancia para las aves por BirdLife International, con una extensión de 22.400 km2.[12] Hay unas 450 especies de aves registradas, con una variedad muy grande en los canales.[13]

- Llanos del Kafue, 6005 km². Número Ramsar 530, desde 1991, en 15°40'S 27°16'E. Parques nacionales (Blue Lagoon y Lochinvar) y áreas de gestión de caza. Una vasta extensión de llanuras inundables, praderas, zonas boscosas y áreas geotermales con una elevada biodiversidad y un complejo patrón de lagunes, brazos muertos, brazos de río abandonados, pantanos y diques. Alberga especies endémicas como cobos de Lechwe, grulla carunculada y sitatunga, entre otros, y aves migratorias como pelícanos y garcilla bueyera, así como 67 especies de peces. Los habitantes de la zona viven de la pesca y el pastoreo. Amenazado por la caza furtiva, la sobrepesca, la mala gestión y la invasión de Mimosa pigra''.[14]

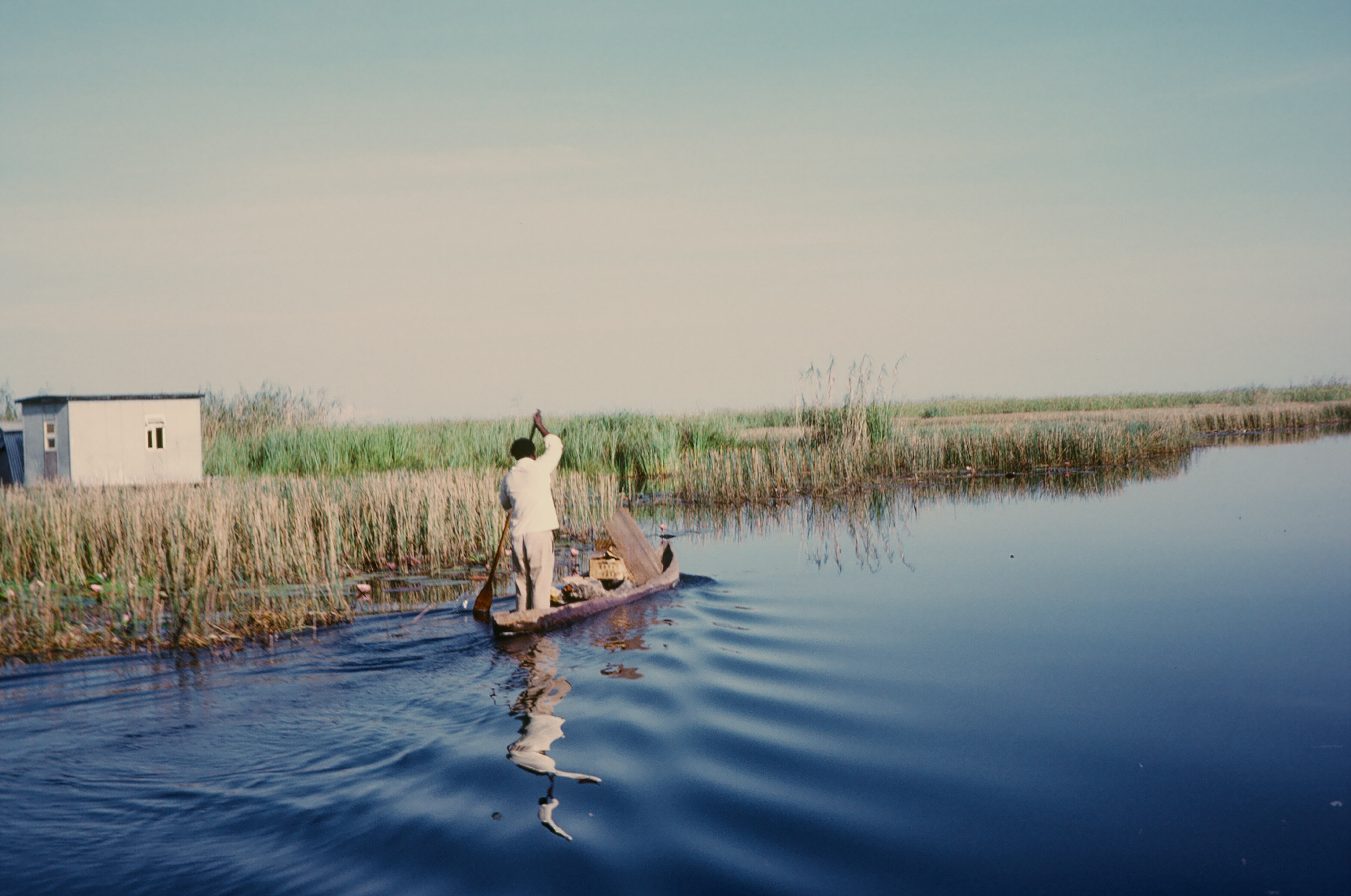
Pescador en los pantanos de Lukanga

- Pantano de Lukanga, 2600 km². Número Ramsar 1580 desde 2005 en 14°24'S 27°37'E. En la provincia Central. El mayor cuerpo de agua en la cuenca del Kafue, con pantanos poco profundos que permiten que la luz penetre hasta el fondo, favoreciendo la fotosíntesis. Hay hábitats favorables a las aves y la vida salvaje, con numerosas especies amenazadas, entre ellas la grulla carunculada, el antílope o cobo de Lechwe, la pitón de Seba y el sitatunga, antílope adaptado a caminar y nadar en ambientes inundados y pantanosos. Abundan también peces como la tilapia, Coptodon rendalli y Tilapia sparrmanii. La pesca es la principal actividad en el río Luangwa y sus pantanales, suministrando pescados a tres provincias, Lusaka, la Central y Copperbelt, con una población de más de 6 millones. Los pantanos se usan como fuente de material para cestería, pero también atrapan los residuos producidos en el Cinturón del Cobre. Están amenazadas por la sobrepesca, la deforestación y el uso de fertilizantes.[15]
- Lago Mweru Wantipa, 4900 km². Número Ramsar 1661, desde 2007 en 08°52'S 29°46'E. Incluye el Parque nacional del Mweru wa Ntipa y el área de gestión de caza de Kaputa. Ríos, pantanos y la cuenca del lago Mweru wa Ntipa o Wantipa, rodeada por llanuras inundables que albergan parches de miombo. En las riberas de los ríos y las orillas del lago crecen bosques perennes de Ficus bussei, Ficus sycomorus (sicomoros), Trichilia emetica y Acacia adenocalyx. Hay unas 390 especies de aves, entre ellas la grulla carunculada, el picozapato, la cigüeña negra y la garza Goliat. Hay cocodrilo hociquifino africano y, entre los mamíferos, licaon y elefante. Entre los peces nativos, Oreochromis macrochir, Auchenoglanis occidentalis, Poecilothrissa moeruensis y Clarias mossambicus. En el entorno se cultiva sorgo, mijo, yuca y arroz.[16]

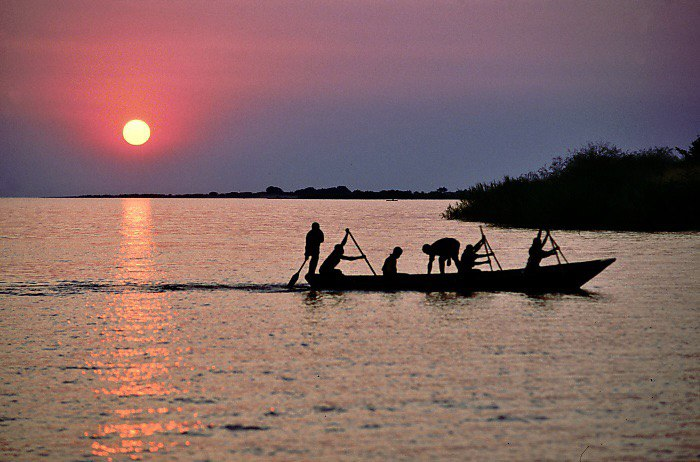
Pescadores en el lago Tanganika, en Zambia

- Lago Tanganika, 2300 km². Número Ramsar 1671, desde 2007 en aprox. 08°31'S 30°52'E. Provincia del Norte de Zambia. Parque nacional de Nsumbu y partes del área de gestión de caza de Kaputa. Incluye la parte de Zambia del lago Tanganika, el lago más profundo de África, que linda con Zambia, Tanzania, Burundi y la RDC. La costa de Zambia tiene unos 238 km y es en general abrupta con algunas zonas pantanosas poco profundas y franjas estrechas de playas arenosas. El sitio incluye bosques de ribera, bosques, bosquetes, matorrales y praderas en los que viven elefantes, leones, licaones y reptiles endémicos como la serpiente Lycodonomorphus bicolor y la cobra Naja annulata. En la parte de Zambia del lago hay unas 252 especies de peces, 82 de los cuales son endémicos, como Neolamprologus brichardi y Altolamprologus compressiceps. Los pueblos tabwa y lungu, que viven en la zona, practican la pesca artesanal y comercian con productos forestales, como la hierba y la madera. En las orillas del lago hay restos de iglesias misioneras y algo de la Edad de Piedra cerca del salto del Kalambo.[17]

## Patrimonio de la humanidad
- Patrimonio de la humanidad del Parque transfronterizo de Mosi-oa-Tunya/Cataratas Victoria, 68,6 km2. Incluye 37,8 km2 del Parque nacional de Mosi-oa-Tunya, en Zambia, y 23,4 km2 del Parque nacional de las Cataratas Victoria y 741 hectáreas del Parque nacional Zambezi, en Zimbabue. En este último se extiende a lo largo de 9 km de la orilla occidental del río Zambeze y las islas, entre ellas las de Palm y Kandahar.[18]

## Zonas de interés para las aves (IBAs)

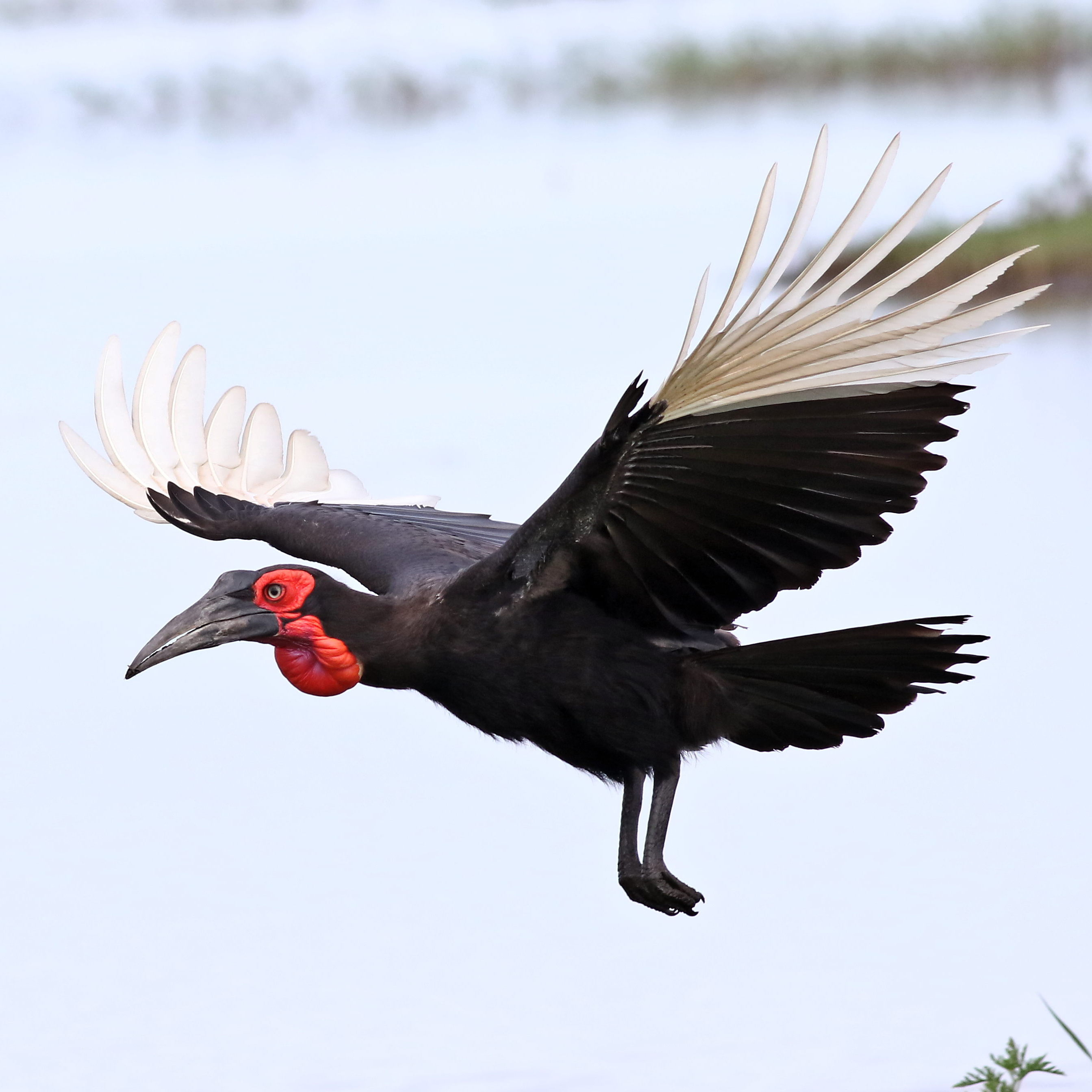
Cálao terrestre sureño

En Zambia, hay 42 IBas (Important Bird Areas) que cubren una extensión de 104.514 km2. Según BirdLife, en el país hay 736 especies de aves, de las cuales 601 son aves terrestres, 135 son aves acuáticas, 7 son aves marinas y 204 son aves migratorias. En esta diversidad, hay 3 especies endémicas y 24 especies globalmente amenazadas: la garceta de garganta roja, el inseparable de mejillas negras, el alimoche sombrío, el barbudo de Chaplin, la garcilla malgache, el cernícalo patirrojo, el águila esteparia, el águila rapaz, el águila moteada, el buitre cabeciblanco, el buitre orejudo, el buitre dorsiblanco africano, el picozapato, la grulla carunculada, el cálao terrestre sureño, la cloropeta picofina de los papiros, el águila volatinera, el águila marcial, el secretario, el halcón taita, la grulla coronada cuelligrís, el correlimos zarapitín, el chorlito gris y la golondrina azul.

#### IBAs

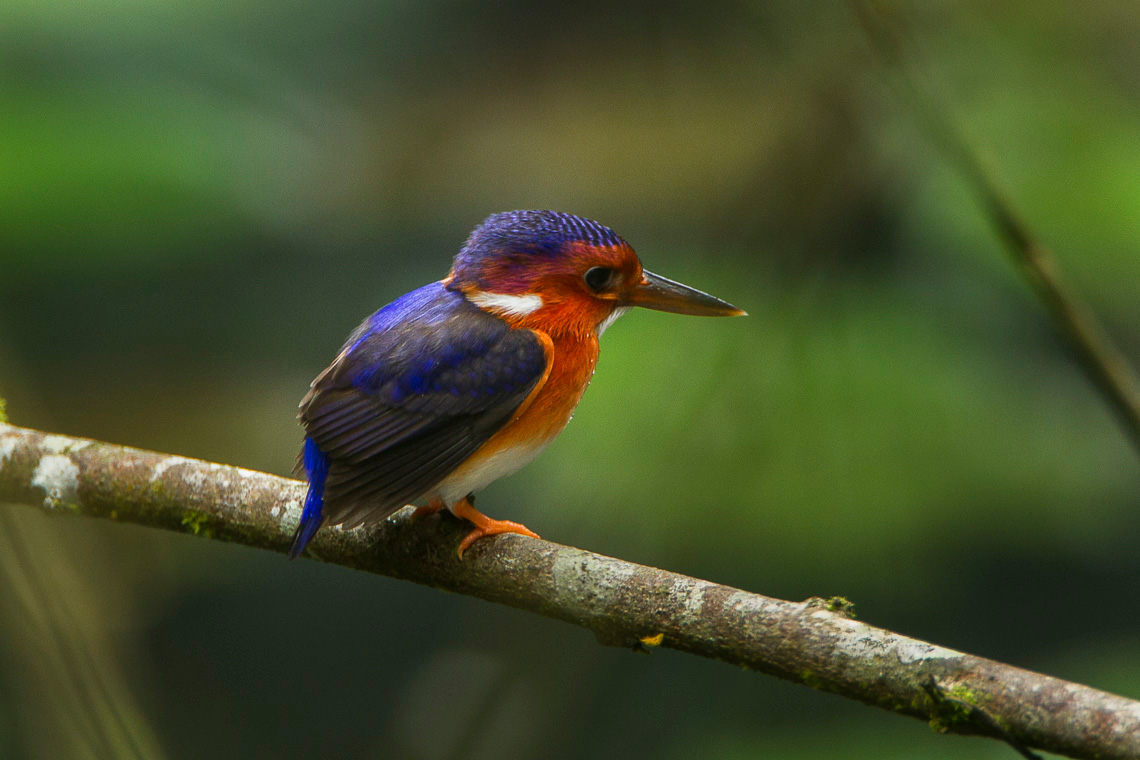
Martín pescador verdiblanco

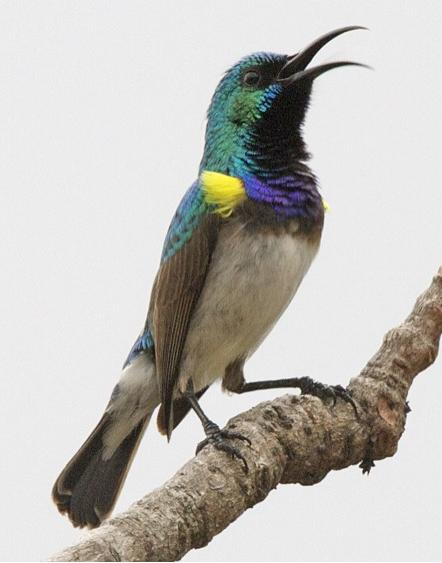
Suimanga pechiblanco

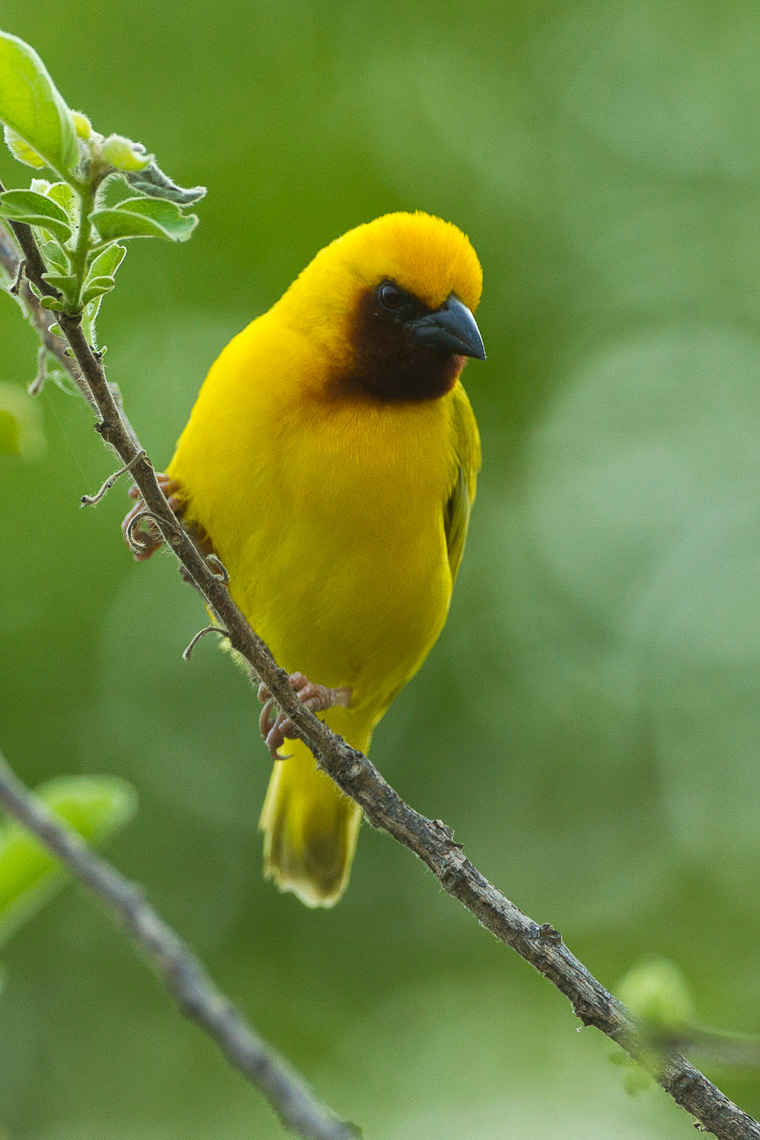
Tejedor gorjipardo sureño

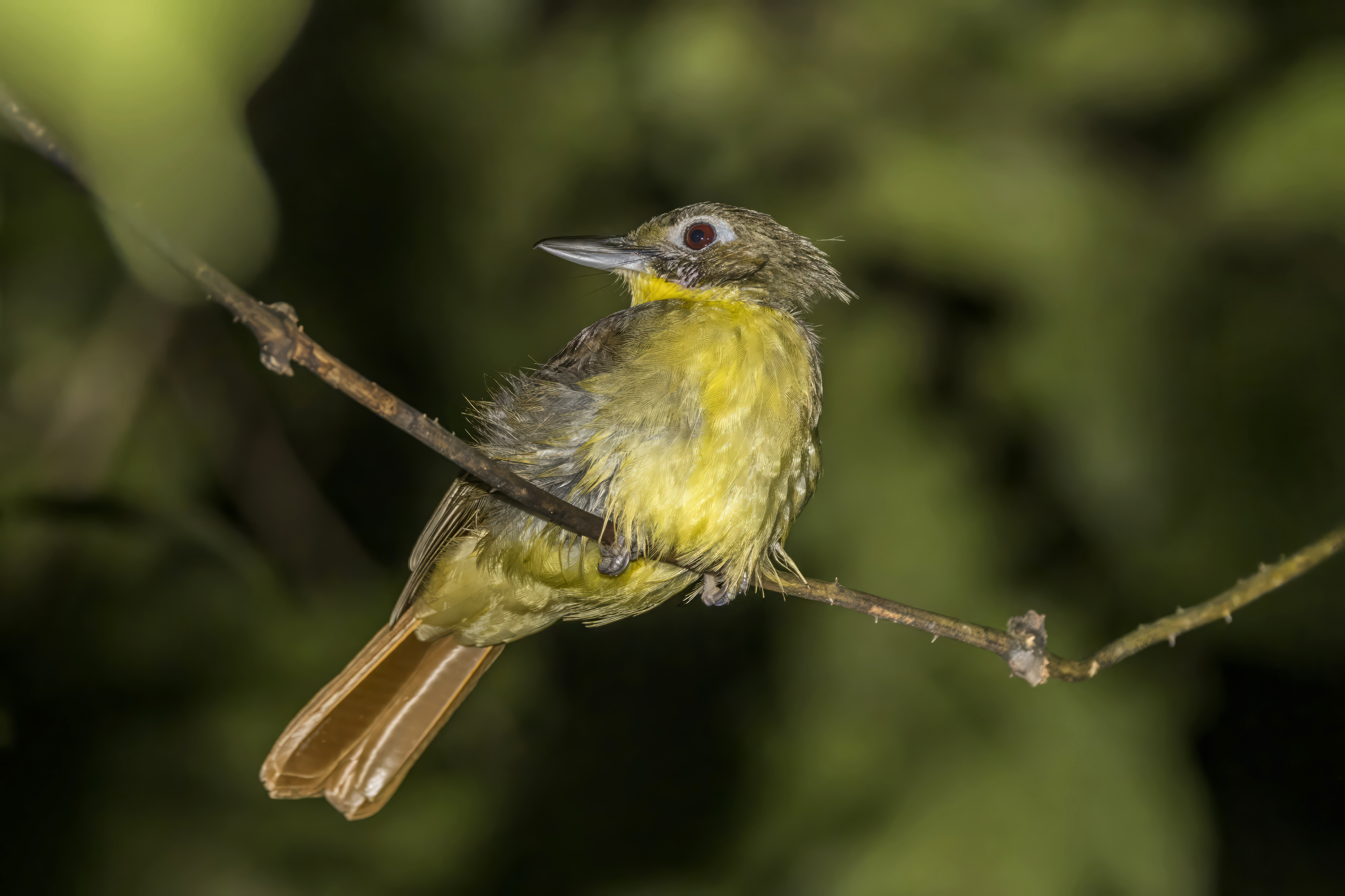
Bulbul bigotudo

- Cuenca de Jimbe, 156 km2. La cuenca de drenaje de Jimbe se encuentra en el noroeste de Zambia, en la provincia del Noroeste, con Angola al oeste y la RDC del Congo al norte y el este, a una altura de unos 1250 m.
- Parque nacional de Lunga Occidental y área de gestión de caza de Lukwakwa.
- Parque nacional de Luangwa Norte
- Pantanos de Bangweulu
- Colinas de Nyanje, 50 km2. A 20 km al sur de Sinda, en la provincia Oriental.
- Simungoma, 1000 km2. En la provincia Occidental, cerca de Namibia. Es una llanura de inundación, entre 710 y 970 m de altitud, con bosques y arboledas de teca africana (llamada mutemwa)..[20]
- Fuentes del Zambeze, 2,5 km2. En la frontera con la República Democrática del Congo, en la provincia del Noroeste, a 50 km al norte de Mwinilunga, entre 1445 y 1490 m de altitud. [21]
- Parque nacional Sioma Ngwezi
- Boca del Luapula, 900 km2, en la provincia de Luapula. El río Luapula nace en los humedales del lago Bangweulu. El río fluye hacia el norte, marcando la frontera entre Zambia y la RDC y luego desemboca en el lago Mweru, a unos 900 m de altitud. [22]
- Swaka Norte, 1080 km2, centrada en -13.38° Latitud y 29.37° longitud. Es una zona boscosa poco conocida en la frontera con la RDC al norte del pueblo de Mkushi, en un terreno rocoso entre 1250 y 1400 m que culmina no obstante a 1893 m. Es la cabecera del río Lunsemfwa, en la cuenca del Zambeze, al este del país, en la provincia Central, por debajo de Copperbelt.
- Kalungwishi, 150 km2, en la provincia del Norte, en 9°52'12"S-30°19'48"E, en una zona poco explorada.[23]
- Parque nacional de Nsumbu y área de gestión de caza de Tondwa.
- Chisamba, 520 km2. Al norte de Lusaka, al oeste del distrito de Chisamba, atravesado por la carretera Lusaka-Kabwe, centrado en 15°00'00"S y 28°15'00"E, en la Provincia Central, a 1100 m de altura.[24]
- Mutulanganga, 280 km2. Probablemente, el mayor bosque virgen caduco de tierras bajas de Zambia, entre 400 y 700 m de altitud, en 16°15'00"S y 28°43'48"E, unos 40 km al norte del lago Kariba, en la provincia de Lusaka.[25]
- Bosque de Mbulo, 5 km2. Una zona de bosque mushitu (bosque pantanoso perenne con una gran variedad de vegetación) en la orilla occidental del río Zambeze, entre 1000 y 1050 m de altitud, en 13°13'12"S y 22°49'48"E, en la provincia del Noroeste, entre Lukolwe y Luzu.[26]
- Llanura de Minyanya, 500 km2. En la Provincia del Noroeste, es una llanura que puede ser dividida en zonas húmedas y secas en depresiones con ligeras elevaciones a unos 1070 m.[27]
- Parque nacional de Kasanka
- Machile, 477,8 km2. Sur de Zambia, entre la provincia Sur y la del Oeste, en 17°3'S y 25o15'E. Entre 950 y 1110 m.[28]
- Parque nacional Kafue
- Parque nacional de Mosi-oa-Tunya y garganta de Batoka
- Área natural de Mutinondo
- Llanos del Kafue
- Parque nacional del llano de Lusenga
- Imanda
- Parque nacional de Lukusuzi
- Río Saise
- Montañas de Mafinga
- Shiwa Ng'andu, 90 km2
- Parque nacional de Nyika
- Área de conservación del río Nkanga
- Parque nacional de las llanuras del Liuwa
- Orfanato de vida salvaje de Chimfunshi, 93 km2
- Llanos de Chitunta
- Hillwood
- Garganta de Wonder
- Parque nacional del Mweru Wantipa
- Parque nacional de Luangwa Sur
- Parque nacional del Bajo Zambeze
- Pantano de Lukanga
- Panes de Uningi
- Llanura Bulozi
- Parque nacional de Lavushi Manda, 1500 km2